# ادینالدو باتیستا دوس سانتوس
ادینالدو باتیستا دوس سانتوس (به پرتغالی: Edinaldo Batista Dos Santos) مهاجم اهل برزیل است که در شهر برزیل و در تاریخ ۲ آوریل ۱۹۸۷ به دنیا آمده‌است.
ادینالدو باتیستا دوس سانتوس در تیم‌های فوتبال Corinthians Alagoano سابقهٔ حضور دارد.